# Triptyque
Pour les articles homonymes, voir Triptyque (homonymie).
Ne doit pas être confondu avec Trilogie.
 (mars 2017).
Si vous disposez d'ouvrages ou d'articles de référence ou si vous connaissez des sites web de qualité traitant du thème abordé ici, merci de compléter l'article en donnant les références utiles à sa vérifiabilité et en les liant à la section « Notes et références ».

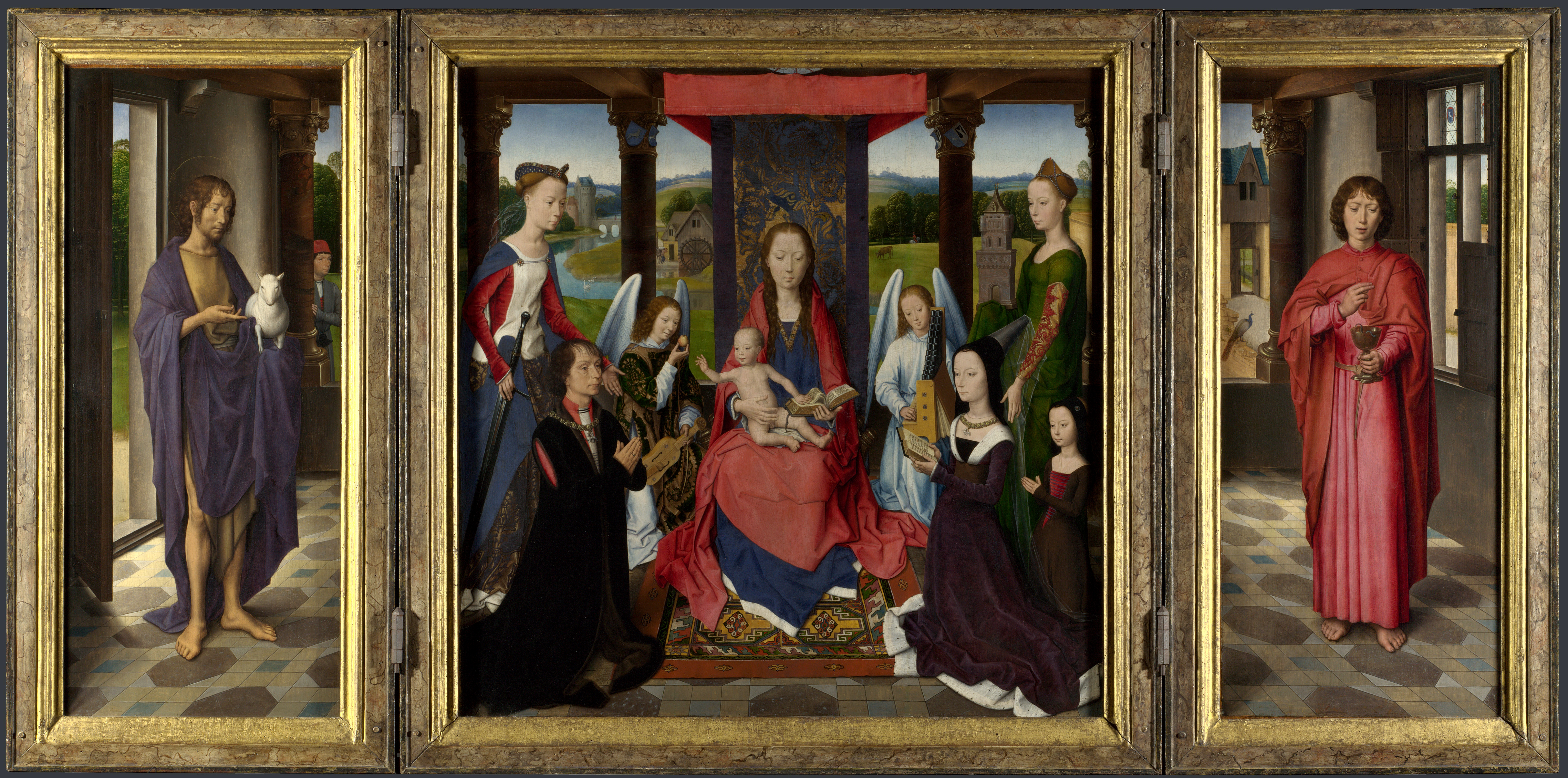
Triptyque de John Donne, par Hans Memling, Londres, National Gallery.

Un triptyque (du grec τρίπτυχος / tríptukhos, « triple, plié en trois ») est — dans le domaine des beaux-arts — une œuvre peinte ou sculptée en trois panneaux, dont les deux volets extérieurs peuvent se refermer sur celui du milieu.
Ce format se développe essentiellement aux XIIe et XIIIe siècles, dans le cadre des retables, la peinture religieuse en Europe.
Les triptyques entrent dans la famille plus large des tableaux polyptyques.

## Symbolique

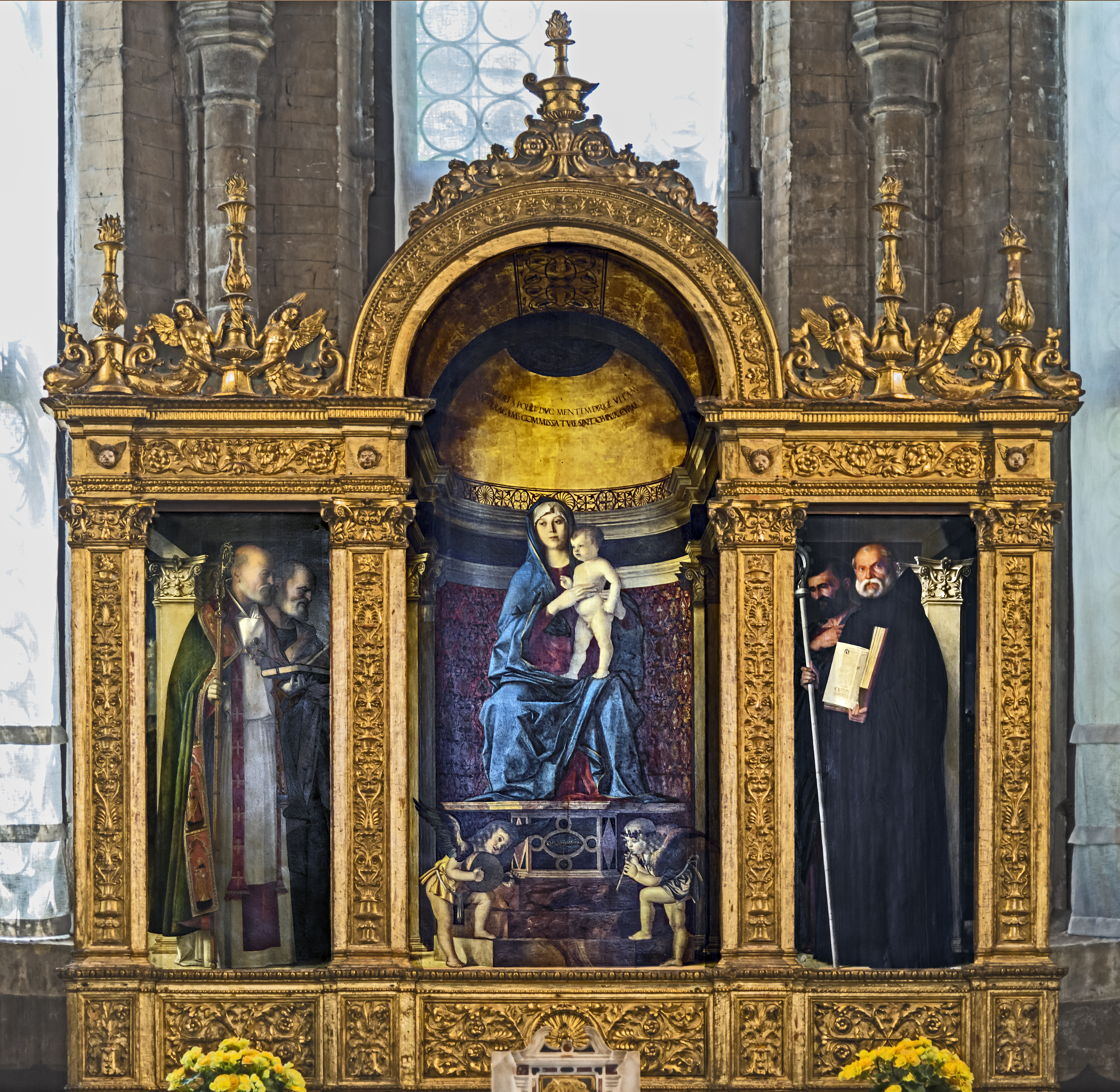
Triptyque à encadrement architecturé.

Le chiffre « trois » est une référence notoire à la Trinité connue par la chrétienté ; cependant, ce chiffre est présent également dans d'autres divinités indo-européennes.
De plus, les contenus des tableaux, au début représentant uniquement le sujet divin, se découpent en trois de bas en haut ;
- le « haut » représente les cieux, dans lequel les peintres dessinent des angelots et les figures des saints auréolés ;
- le « bas » le monde terrestre, médiéval, vers lequel le visiteur lève les yeux au ciel en contemplant la peinture ;
- quant à la « zone du centre », qui est le cœur de la représentation, elle est bien souvent le lieu de la sanctification du sujet principal, en route vers les cieux.

Cette structure est mise en œuvre par les peintres hollandais et italiens de la Renaissance.

### Un exemple célèbre:Le Jardins des délices
Ce format trouve un de ses aboutissements les plus connus avec Le Jardin des délices, la peinture la plus célèbre de Jérôme Bosch.

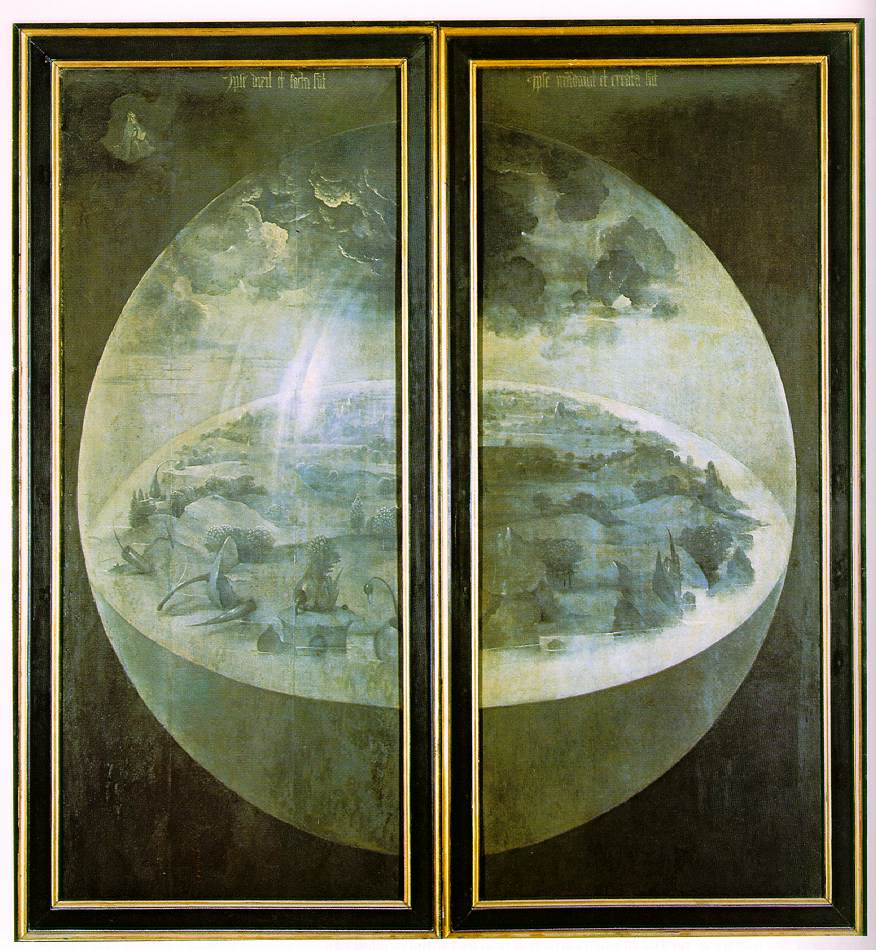
Le Jardin des délices (fermé),.

Ouvert, il mesure 220 × 386 cm.
| panneau gauche | panneau central | panneau droit |

## Technique
Cet art s'est développé à l'origine sur de grands panneaux de bois avant que les progrès de la technique picturale permettent d'autres supports.
Le divin dans la représentation religieuse est rendu par l'emploi de très fines feuilles d'or plaquées sur les œuvres. Ces feuilles dorées disparaissent à compter de la Première Renaissance avec les primitifs italiens qui s'affranchissent de la peinture byzantine.

## Acception en littérature
C'est également une œuvre littéraire ternaire, par exemple La Divine Comédie de Dante où trois pôles se distinguent : l'Enfer, le Purgatoire et le Paradis.
Un exemple plus contemporain serait celui du roman Amour, Colère et Folie de Marie Vieux-Chauvet, publié en 1968 et faisant figurer les trois thèmes éponymes.

## Utilisation en cinématographie
C'est également une technique inventée par Abel Gance pour son film Napoléon (1927) mettant en œuvre une projection sur trois écrans permettant différents effets comme :
- une image d'une largeur trois fois supérieure au format habituel par juxtaposition ;
- la répétition de la même image sur les trois écrans ;
- la projection de trois points de vue d'une même scène ;
- l'obtention d'une symétrie par inversion de l'image latérale.

## Utilisation en peinture contemporaine
- Les triptyques de Francis Bacon
- L'un des sept triptyques du peintre péruvien Herman Braun-Vega, La familia Informal[1], fait partie des collections permanentes du musée Ralli de Marbella[2].
- Triptyque Crucifixion de Michel Four, église Saint-Pierre de Vic-sur-Cère.
- Triptyque Sororité de Amande Art.

Voir Gilles Deleuze.

## Utilisation en photographie
- Sabine Pigalle.
- Sebastien Desnoulez : https://www.desnoulez.fr/wp-content/uploads/2006/06/triptyque-siege-danone-a-levallois-perret-2004-photos-sebastien-desnoulez.jpg
- Yves Langlois : https://www.une-image-pour-rever.fr/wp-content/uploads/2024/08/les-cyclistes-triptyque-Yves-Langlois-tirage-Fine-Art-Une-image-pour-rever-caisse-americaine.jpg

## Cinéma
- Trois couleurs : bleu (1993), Trois couleurs : blanc (1994), Trois couleurs : rouge (1994)  de Krzysztof Kieslovwski

## Musique
- La Foi, 3 tableaux symphoniques Op.130 (1908) de Camille Saint-Saëns
- Triptyque pour violon et piano Op.136 (1912) de Camille Saint-Saëns

## Autre signification

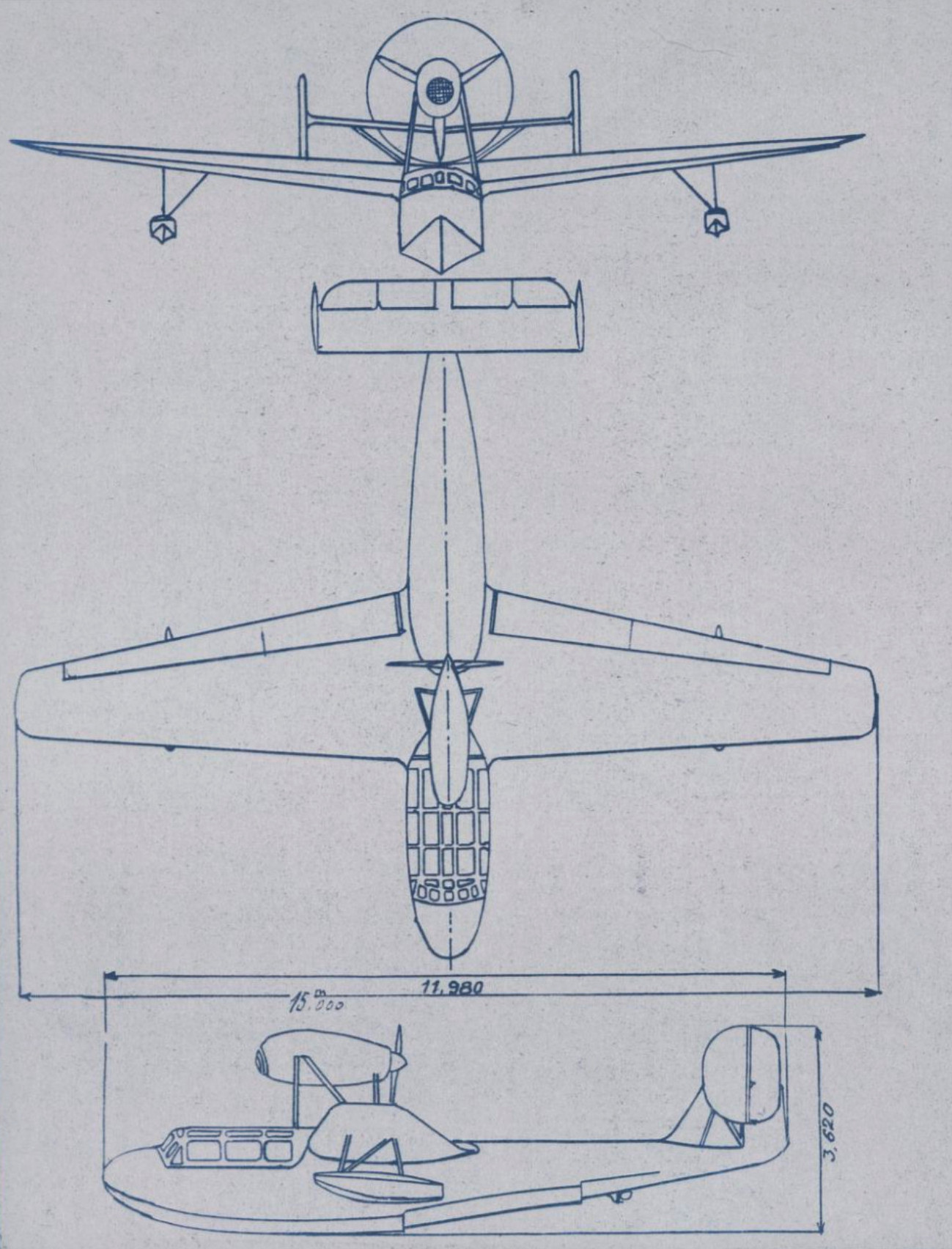
Triptyque du S.C.A.N. 20 (hydravion).

En aéronautique, le triptyque est un dessin technique côté représentant un aéronef sur trois vues différentes.
S.C.A.N. 20.